# 斯科莫羅希
50°32′6″N 24°19′40″E / 50.53500°N 24.32778°E
斯科莫羅希（烏克蘭語：Скоморохи），是烏克蘭西部的村莊，隸屬利維夫州的舍普季茨基區。該村處於西布格河畔，面積1.55平方公里，海拔高度192米，2001年人口893，人口密度每平方公里576.1人。